# Ambros Martín
Ambrosio José Martín Cedres (n. 30 aprilie 1968, Arrecife, Las Palmas, Spania) este un fost handbalist spaniol, în prezent antrenor de handbal. 
În vara anului 2012, el l-a înlocuit pe Karl Erik Bøhn ca antrenor principal al campioanei Ungariei, Győri Audi ETO KC. În paralel cu acest post, începând cu 4 octombrie 2016, el antrenează și echipa națională feminină a României, după plecarea suedezului Tomas Ryde.
Martín a fost primul antrenor spaniol care a câștigat Liga Campionilor cu o echipă străină.

## Palmares internațional

### Ca jucător
cu Cadagua Gáldar
- EHF City Cup: 
  - Finalist: 1995

cu Portland San Antonio
- Liga Campionilor EHF:
  -  Câștigător: 2001
  - Finalist: 2003

- Supercupa EHF:
  -  Câștigător: 2000
  - Finalist: 2001

- Cupa Cupelor EHF:
  -  Câștigător: 2000

### Ca antrenor
cu Győr
- Liga Campionilor EHF:
  -  Câștigător: 2013, 2014, 2017, 2018
  - Finalist: 2016

cu Itxako
- Liga Campionilor EHF: 
  - Finalist: 2011

- Cupa EHF:
  -  Câștigător: 2009
  - Finalist: 2008

## Performanțe individuale
- Cel mai bun antrenor din Liga Campionilor EHF Feminin: 2015, 2016